# Université Synergy
 (mars 2025).
 (mars 2025).
La mise en forme du texte ne suit pas les recommandations de Wikipédia : il faut le « wikifier ».
Les points d'amélioration suivants sont les cas les plus fréquents :
- Les titres sont pré-formatés par le logiciel. Ils ne sont ni en capitales, ni en gras.
- Le texte ne doit pas être écrit en capitales (les noms de famille non plus), ni en gras, ni en italique, ni en « petit »…
- Le gras n'est utilisé que pour surligner le titre de l'article dans l'introduction, une seule fois.
- L'italique est rarement utilisé : mots en langue étrangère, titres d'œuvres, noms de bateaux, etc.
- Les citations ne sont pas en italique mais en corps de texte normal. Elles sont entourées par des guillemets français : « et ».
- Les listes à puces sont à éviter, des paragraphes rédigés étant largement préférés. Les tableaux sont à réserver à la présentation de données structurées (résultats, etc.).
- Les appels de note de bas de page (petits chiffres en exposant, introduits par l'outil «  Source ») sont à placer entre la fin de phrase et le point final[comme ça].
- Les liens internes (vers d'autres articles de Wikipédia) sont à choisir avec parcimonie. Créez des liens vers des articles approfondissant le sujet. Les termes génériques sans rapport avec le sujet sont à éviter, ainsi que les répétitions de liens vers un même terme.
- Les liens externes sont à placer uniquement dans une section « Liens externes », à la fin de l'article. Ces liens sont à choisir avec parcimonie suivant les règles définies. Si un lien sert de source à l'article, son insertion dans le texte est à faire par les notes de bas de page.
- La présentation des références doit suivre les conventions bibliographiques. Il est recommandé d'utiliser les modèles {{Ouvrage}}, {{Chapitre}}, {{Article}}, {{Lien web}} et/ou {{Bibliographie}}. Le mode d'édition visuel peut mettre en forme automatiquement les références.
- Insérer une infobox (cadre d'informations à droite) n'est pas obligatoire pour parachever la mise en page.

Pour une aide détaillée, merci de consulter Aide:Wikification.
Si vous pensez que ces points ont été résolus, vous pouvez retirer ce bandeau et améliorer la mise en forme d'un autre article.
 (février 2025).
L'université financière et industrielle de Moscou Synergy (en russe Московский финансово-промышленный университет «Синергия») est une institution d'enseignement privé non étatique de l'enseignement supérieur université financière et industrielle de Moscou Synergy (université Synergy). Fondé en 1995, il est le plus grand établissement d'enseignement supérieur privé en Russie en termes de nombre d'étudiants et de revenus,.

## Histoire
L'histoire de l'université commence en 1995, avec la fondation par Y. B. Rubin, membre correspondant de l'Académie russe de l'éducation, de l'école supérieure bancaire de Moscou, réorganisée en 1998 en l'institut international d'économétrie, d'informatique, de finance et de droit de Moscou, qui a formé environ 8 000 personnes en 2000.
En 2005, l'institut a été transformé en l'Académie financière et industrielle de Moscou. Depuis 2005, les étudiants de l'université sont devenus chaque année environ 15 000 personnes.
Depuis 2001, les programmes de maîtrise de l'école de commerce de l'université ont été accrédités AMBA, l'accréditation totale a été passée six fois, le certificat actuel a été reçu en 2016.
En 2003, l'université est devenue membre de la Fondation européenne pour le développement de la gestion sous le nom anglais « Sinerghia ».
En 2009, l'Académie financière et industrielle de Moscou est devenue le premier établissement d'enseignement russe à recevoir l'accréditation de la Fondation européenne pour l'assurance de la qualité de l'enseignement en E-learning.
En 2010-2011, environ 20 000 personnes sont devenues chaque année des étudiants de l'Académie financière et industrielle de Moscou, qui en 2011 a reçu une accréditation d'État sous la forme d'université et a été rebaptisée université financière et industrielle de Moscou Synergy,,.
En 2017, le nombre total d'étudiants de l'université Synergy a dépassé 50 mille personnes. En 2017, Synergy est l'un des premiers en Russie à lancer le programme « Start-up as a cum ». Le programme prévoit la protection du travail de thèse sur l'exemple d'un projet d'entreprise, décoré en tant qu'entité juridique valide. Le projet peut être réalisé par un étudiant ou un groupe d'étudiants,.
En 2017, l'université a été la première en Russie à ouvrir la faculté des professions Internet, qui dispense une formation dans les spécialités développement de jeux informatiques, développeur d'applications et de logiciels, programmeur, concepteur de jeux « ESport ». La même année, la faculté de théâtre, de cinéma et de télévision a été créée à l'université Synergy.
En 2019, l'université est devenue membre du projet National «Petites et moyennes entreprises et soutien à l'initiative entrepreneuriale individuelle», dans le cadre duquel l'université a remporté le concours du ministère du développement économique et a reçu une subvention pour la vulgarisation de l'entrepreneuriat et le développement de programmes de plus d'un milliard de roubles,.
En 2020, l'université a ouvert une faculté d'animation avec des spécialités animation d'auteur et commercial, artiste animation et infographie, animation et graphisme.

## Activité
Selon la Gazette russe, en 2021, le processus éducatif a été mené dans 24 facultés selon 91 programmes de maîtrise, 198 programmes de premier cycle, et plus de 500 programmes de recyclage professionnel et de perfectionnement. Il y a un collège à l'université. En 2021, les études collégiales ont été menées 35 programmes d'enseignement professionnel secondaire.
Selon les informations officielles, au cours de l'année scolaire 2020-2021, l'université a accueilli 76 594 étudiants, dont 35 594 dans les programmes d'enseignement professionnel supérieur et secondaire, plus de 14 000 dans les programmes de formation professionnelle, plus de 18 000 dans les programmes de perfectionnement professionnel et 9 000 dans les programmes de recyclage professionnel.
En 2021, des étudiants de 89 pays ont étudié à l'université, dont 75 — pays d'outre — mer et 14-pays de l'ex-URSS. À partir de 2021, l'université Synergy occupait la troisième place en Russie en termes de nombre d'étudiants étrangers — 7008.
L'université a conclu des accords de coopération académique, d'échange académique et de programmes de double diplôme avec 63 établissements d'enseignement supérieur étrangers du Royaume-Uni, des États-Unis, de la Chine, de l'Inde, de la Turquie, de la Serbie et de la Malaisie. Les programmes de coopération académique impliquent des activités scientifiques conjointes et le développement de programmes éducatifs. Les étudiants qui suivent des programmes de double diplôme suivent une partie de la formation en Russie, la seconde dans un établissement d'enseignement partenaire étranger, après l'achèvement de la formation, les diplômés reçoivent deux diplômes — un partenaire russe et un partenaire étranger.

## Réputation et classements
En 2015, les diplômés de l'université ont pris la 5ème place dans le classement officiel des salaires des diplômés des établissements d'enseignement supérieur en Russie, qui ont reçu des spécialités informatiques.
En 2016, l'université Synergy a pris la première place dans le classement des programmes de formation en gestion et la cinquième place dans le classement des programmes de perfectionnement du Centre de réflexion Expert.
En 2020, l'université est entrée dans le QS EECA University Rankings 2020/21 dans le groupe 351-400.
En 2021, l'université a occupé la place 58 dans le classement UniRank top Universities in Russia 2021 (compte 375 des universités russes 724) et la place 2353 dans le classement mondial UniRank World University Rankings 2021 (compte 13 600 universités de 200 pays).
En 2021, dans le classement des programmes entrepreneuriaux du classement National des universités de l'agence de presse Interfax, l'université Synergy a pris la première place avec les programmes éducatifs entrepreneuriat et entrepreneuriat International),.
En 2021, l'université occupait la troisième place en Russie en termes de nombre d'étudiants étrangers.

## Coopération internationale
En 2016, les 50 premiers étudiants de l'étranger – la république de Sierra Leone - sont entrés à l'université Synergy, après quoi le département des visas et le département d'accompagnement sont apparus à l'université.
Selon le ministère de la science et de l'enseignement supérieur de la fédération de Russie, en 2022, l'Université occupait la troisième place en Russie en termes de nombre d'étudiants étrangers, la première place était occupée par l'université russe de l'Amitié des peuples, la deuxième place était occupée par l'université fédérale de Kazan.
En 2022, l'université Synergy a reçu 1368 étudiants étrangers, au total en 2022, l'université a étudié environ 12 000 étudiants étrangers dans des programmes d'études à long terme et environ 20 000 personnes – dans des cours de courte durée. Au total, des étudiants de 92 pays du monde étudient à l'université Synergy, le plus grand nombre provenant d'Ouzbékistan, de Syrie, du Pakistan, d'Iran, du Nigéria, d'Égypte, d'Algérie, de Turquie, de Sri Lanka et d'Afghanistan.
À partir de 2022, l'université Synergy avait 92 mémorandums de partenariat signés avec des universités étrangères, dans le cadre desquels il y a une formation des étudiants, des échanges de professeurs, des travaux de recherche et des conférences thématiques.

## Dirigeants
Yuri Borisovich Rubin est le fondateur de l'université, docteur en sciences économiques, professeur, membre correspondant de l'Académie russe de l'éducation, recteur de l'université de 1995 à 2019.
Vadim Georgievich Lobov est le fondateur de l'université, candidat en sciences économiques, président de la société Synergy,.
Vasiliev Artem Igorevich est recteur de l'université depuis 2019, candidat en sciences économiques, jusqu'en 2019 — vice-recteur de l'université.

## Structure
La formation est dispensée dans 17 départements, l'université a des succursales dans quatre régions de la fédération de Russie dans les villes de novembre, Omsk, Tcherkessk et Elista, et une succursale dans l'émirat de Dubaï, qui est la seule organisation éducative russe dans laquelle la formation des bacheliers et des maîtres dans les spécialités : économie, gestion, jurisprudence et technologies de l'information. L'université développe des technologies d'apprentissage via Internet,.
Faculté des affaires
Faculté de gestion
Faculté d'économie
Faculté des technologies de l'information
Faculté de gestion sportive
Faculté d'éducation physique
Faculté de droit
Faculté de banque
Faculté de Linguistique
Faculté de Psychologie
Faculté de design
Faculté de publicité
Faculté D'Internet
Faculté de gestion d'événements
Faculté de théâtre, de cinéma et de télévision
Faculté d'hôtellerie et de restauration
Faculté de l'industrie du jeu et de l'eSport
L'université gère un Centre de formation des bénévoles pour les compétitions sportives, parmi les événements organisés - les Jeux olympiques de Sotchi 2014 et la Coupe du monde de football 2018,.

## Filiale de l'université Synergy aux Émirats arabes unis
En 2013, l'université Synergy a ouvert une succursale à Dubaï – Synergy University Dubai, où il a reçu une licence d'état pour le droit de mener des activités éducatives, l'Accréditation de l'Association internationale MBA, ainsi que la licence Knowledge and Human Development Authority of Dubai, devenant ainsi la première université russe accréditée par le gouvernement des Émirats arabes unis.
En 2022, l'université Synergy de Dubaï a pu suivre trois programmes de premier cycle (économie mondiale et développement durable, entrepreneuriat Innovant, gestion de l'hôtellerie et de la restauration) et deux programmes de maîtrise (économie mondiale, gestion de l'hôtellerie et de la restauration), ainsi qu'une formation à la Synergy Executive MBA, MBA Women's Leadership School. Les diplômés de la branche reçoivent un diplôme international d'enseignement supérieur à temps plein, qui est valable dans tous les pays du monde.

## Prix et distinctions
Prix du gouvernement de la fédération de Russie pour l'enseignement et la formation dans le domaine de la concurrence et de l'entrepreneuriat (2008).
Prix du ministère de la Science et de l'Éducation de la fédération de Russie « pour sa contribution au développement de l'éducation entrepreneuriale en fédération de Russie » (2012).